# رودولفو شميت
رودولفو شميت (بالإسبانية: Rodolfo Schmitt) هو لاعب هوكي الحقل أرجنتيني، ولد في 11 أبريل 1974.

## وصلات خارجية
- رودولفو شميت على موقع أوليمبيديا (الإنجليزية)